# كاسالفولون
كاسالفولون؛ هي بلدية (بلدية) في مقاطعة نوفارا تقع في منطقة تسمى بيدمونت الإيطالية، وتقع ايضا على بعد حوالي 70 كيلومتر (43 ميل) شمال شرق مقاطعةتورينو
و حوالي 13 كيلومتر (8 ميل) جنوب غرب مقاطعة نوفارا.
تقع كاسالفولون على حدود البلديات التالية: بورغو فيرسيلي، كاسالينو، سان نازارو سيسيا ، وفيلاتا.

## تاريخيا
يأتي الاسم من Casale Vallonis باللاتينية.
يرتبط تاريخ كاسالفولون من خلال العصور الوسطى حيث انه ارتبط ارتباطًا وثيقًا بديرها، والذي تم ذكره لأول مرة في عام 975 ، عندما قادها البينديكتين.
حل السيسترسيون الراحلون من دير موريموندو، محل البينديكتين في عام 1169ميلادي.
تعود وثيقة 1225 إلى عمل الأخوة ارديوزن الثلاثة : انريكو وتوماسو دي كاسالفولون.
من غير المعروف على وجه التحديد متى تم التخلي عن هذا الدير؛ من المؤكد أنه تم التحول إلى دير اخر في القرن 15 حيث انه أدى إلى انخفاض وتدهور، لأنه في عام 1497 لم يتم ذكره بين أديرة مجمع سسترسيان الإيطالي في سان برناردو.
تمت مصادرة أصولها في الفترة النابليونية في عام 1819 ميلادي وأصبح المجمع الرهباني في ذلك الوقت ملكية خاصة. ومن ثم تم تحويل كنيسة الدير إلى مصلى صغير وتم هدمها في أوائل القرن العشرين. من بين المجمعات الرهبانية، ولكن لا تزال كنيسة سان بيترو آل سيميتيرو، التي كانت بمثابة رعية للشعب.